# Anthère
Pour l’article homonyme, voir Florence Devouard.
Pour l’article ayant un titre homophone, voir Antère.

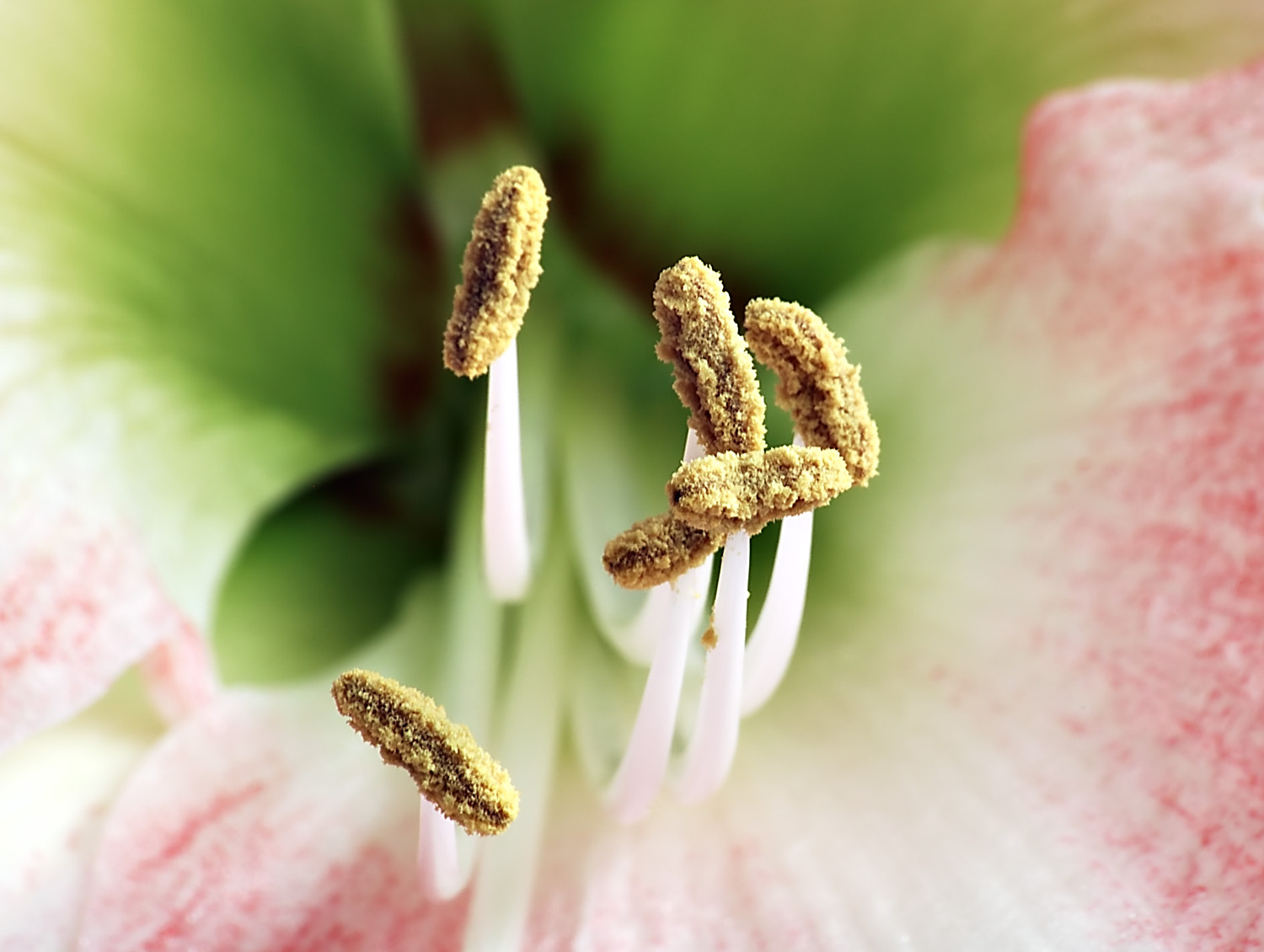
Anthères d'un Amaryllis.

Une anthère est la partie terminale de l'étamine, organe mâle de la fleur, qui produit et renferme le pollen.
L'anthère est fixée au filet de l'étamine par le « connectif », soit par sa base (anthère basifixe), soit par son milieu (anthère médifixe ou dorsifixe).
Elle est composée de deux thèques possédant chacun deux sacs polliniques avant maturité, nombre constant chez les Angiospermes. Ceux-ci fusionnent à maturité pour donner deux loges (anthère biloculaire), parfois une seule (anthère uniloculaire). Elles s'ouvrent, généralement par déhiscence, pour répandre les grains de pollen à l'extérieur.

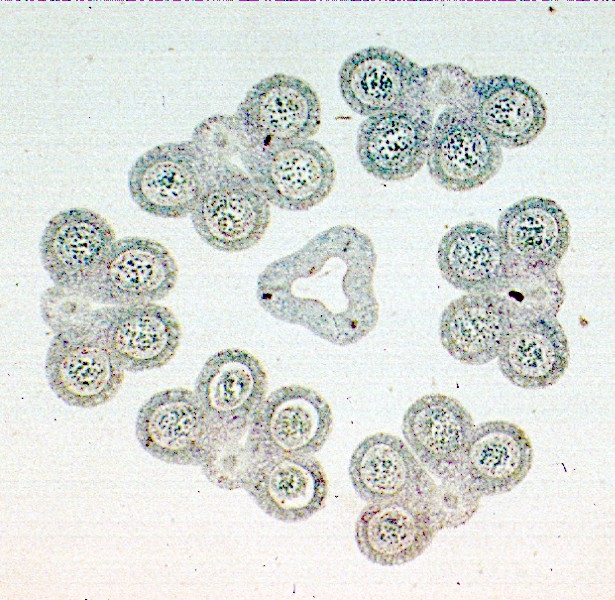
Pistil au centre et étamines autour. Celles-ci ne sont pas encore mûres, les thèques possèdent chacune deux sacs polliniques.
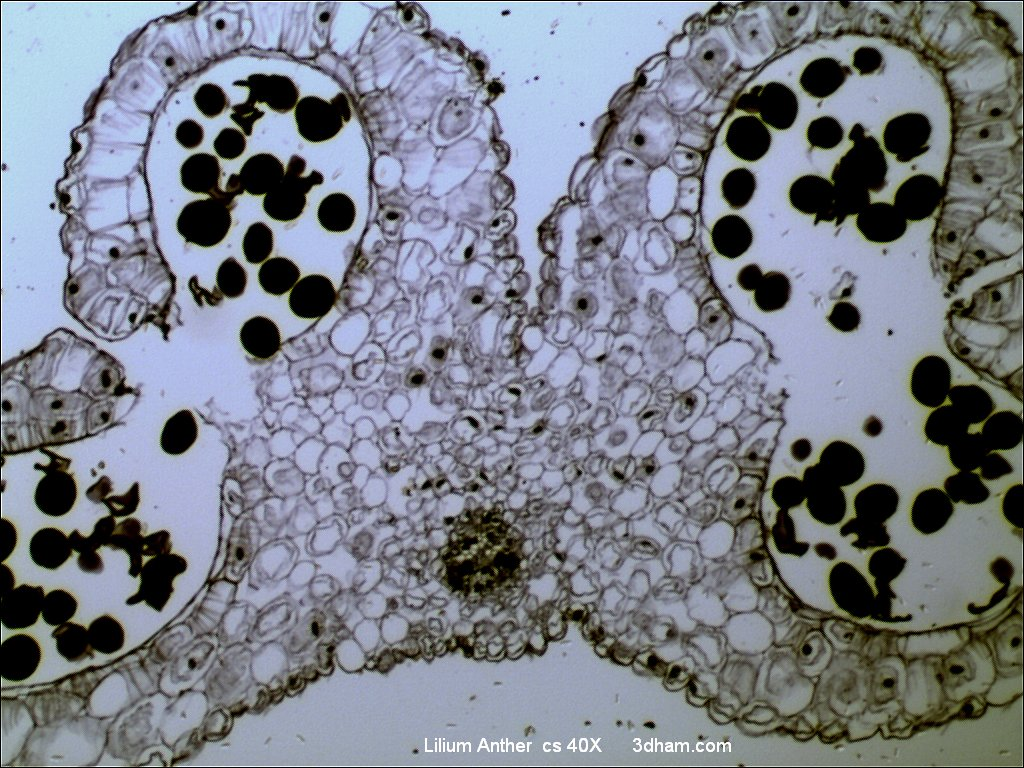
Anthère mûre, les sacs polliniques ont fusionné en loges.

La forme des anthères est très variable : elles peuvent être allongées, globuleuses, réniformes, disciformes, quadricornes, etc.
Dans certains cas, les anthères modifiées peuvent jouer un rôle dans l'attraction des insectes pollinisateurs : anthères stériles colorées ou charnues de certaines fleurs (Cassia, Commelina, etc.).

Diagramme d'une fleur à maturité
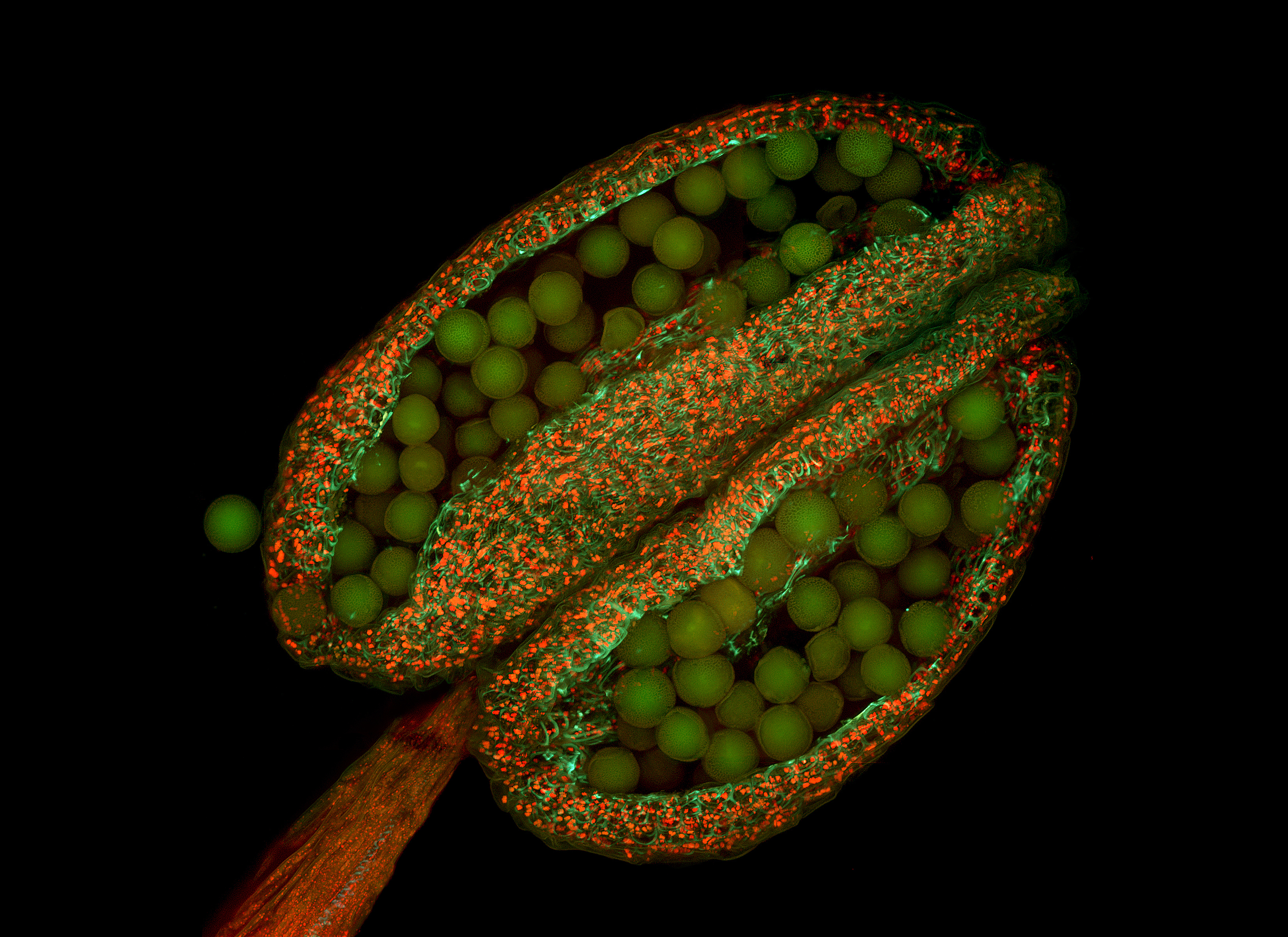
Anthère d'Arabette des dames (Arabidopsis thaliana) avec ses grains de pollen révélés par la micrographie par fluorescence.